# Fritz Hacke
Georg Friedrich Konrad Hacke (* 1. August 1842 in Bentheim; † 1922) war Jurist und Mitglied des Deutschen Reichstags.

## Leben
Hacke besuchte das Gymnasium Georgianum in Lingen (Ems) und studierte Rechtswissenschaften an den Universitäten Göttingen und Berlin von 1860 bis 1863. Danach war er Referendar in Bersenbrück, Quakenbrück, Harburg und Osnabrück und von 1868 bis 1887 Rechtsanwalt und Notar in Aurich. Seit November 1887 war er Rechtsanwalt beim Reichsgericht in Leipzig.
Von 1890 bis 1893 war er Mitglied des Deutschen Reichstags für den Wahlkreis Provinz Hannover 2 (Aurich, Wittmund, Leer) und die Deutsche Freisinnige Partei.